# Chuanying
Chuanying (船营区,  Chuányíng Qū) ist ein Stadtbezirk der bezirksfreien Stadt Jilin in der Provinz Jilin im Nordosten der Volksrepublik China. Er hat eine Fläche von 688 km² und zählt 491.989 Einwohner (Stand: Zensus 2010).

## Administrative Gliederung
Auf Gemeindeebene setzt sich der Stadtbezirk aus dreizehn Straßenvierteln, drei Großgemeinden und einer Gemeinde zusammen. Diese sind:
| Straßenviertel Desheng (德胜街道), Regierungssitz des Stadtbezirks; Straßenviertel Beiji (北极街道); Straßenviertel Beishan (北山街道); Straßenviertel Changchunlu (长春路街道); Straßenviertel Dadong (大东街道); Straßenviertel Huangqitun (黄旗屯街道); Straßenviertel Linjiang (临江街道); | Straßenviertel Nanjing (南京街道); Straßenviertel Qingdao (青岛街道); Straßenviertel Xiangyang (向阳街道); Straßenviertel Zhihe (致和街道); Großgemeinde Dasuihe (大绥河镇); Großgemeinde Soudengzhan (搜登站镇); Großgemeinde Yuebei (越北镇); Gemeinde Huanxi (欢喜乡). |